# Toride
Toride è una città giapponese della prefettura di Ibaraki.